# 干燥管

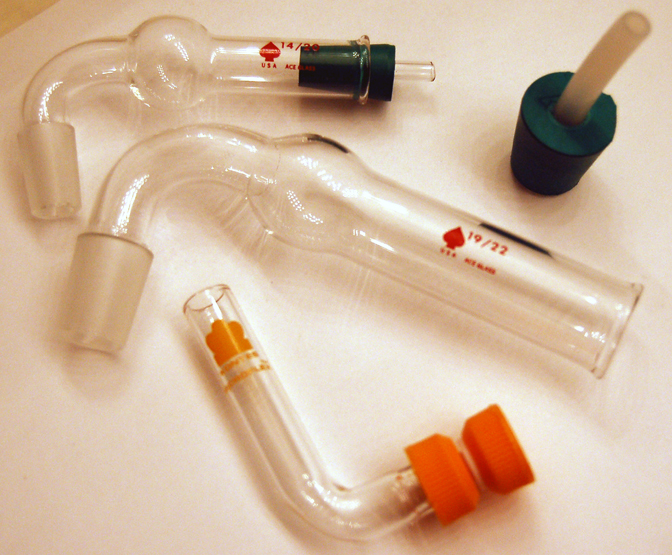
各式各样的干燥管

干燥管是化学实验中用于干燥气体或除去气体中杂质的一种设备。通常两端有连接口用于连接导管，中间盛有有固体干燥剂或除杂剂。气体从一端流入干燥管时，由于气体中的水或者其它杂质与干燥剂或除杂剂发生化学反应，使水或杂质与气体分离，相对纯净的气体从另一端流出。